# Love Generation
Love Generation – trzeci minialbum południowokoreańskiej grupy DIA, wydany cyfrowo 22 sierpnia 2017 roku przez wytwórnię MBK Entertainment i fizycznie 26 września. Płytę promował singel „Can't Stop (E905)” (kor. 듣고싶어 (E905). Ukazał się w pięciu edycjach: cyfrowej i czterech fizycznych – regularnej, limitowanej, „BCHCS Ver.” i „L.U.B Ver.”. Sprzedał się w nakładzie 27 482 egzemplarzy (stan na wrzesień 2017).
12 października 2017 roku minialbum został wydany ponownie pod nowym tytułem Present (kor. 선물 Seonmul). Płytę promował singel „Good Night” (kor. 굿밤 (Good Night)). Ukazał się w czterech edycjach: cyfrowej i trzech fizycznych – „Good Morning Ver.”, „Good Evening Ver.” i „Good Night Ver.”. Sprzedał się w nakładzie 9562 egzemplarzy (stan na październik 2017).

## Lista utworów

### Love Generation
Edycja cyfrowa
| Nr  | Tytuł                                                     | Słowa                                | Kompozycja                             | Aranżacja                  | Czas |
| --- | --------------------------------------------------------- | ------------------------------------ | -------------------------------------- | -------------------------- | ---- |
| 1.  | "Can't Stop (E905)" (kor. 듣고싶어 (E905))                | Jinli, Long Candy, Glory Face, Yokan | Glory Face, Yokan, Jinli               | Glory Face, Yokan          | 3:40 |
| 2.  | "Neon dalla" (kor. 넌 달라, ang. You're Different)        | Duble Sidekick, Long Candy           | Duble Sidekick, Long Candy             | Eastwest                   | 3:26 |
| 3.  | "Yeo.sa.chin (Ulisai)" (kor. 여.사.친 (우리사이))         | Child Playing, Melody Work           | Child Playing, Melody Work             | Child Playing, Melody Work | 3:30 |
| 4.  | "LO OK" (BinChaenHyunSeuS Ver.)                           | e.one, Choi Hyun-jun, Ki Hui-hyeon   | e.one, Choi Hyun-jun                   | e.one Choi Hyun-jun        | 3:39 |
| 5.  | "Kiss haejwo" (kor. 키스해줘) (BinChaenHyunSeuS Ver.)     | Park Hyun-joong, Peter Pan           | Park Hyun-joong, Peter Pan             | Park Hyun-joong            | 3:07 |
| 6.  | "Nimam daeroya" (kor. 니맘대로야) (BinChaenHyunSeuS Ver.) | Park Hyun-joong, Peter Pan, Sinto    | Park Hyun-joong, Peter Pan, Sinto      | Park Hyun-joong            | 4:05 |
| 7.  | "DARLING MY SUGAR" (L.U.B Ver.)                           | Marco                                | Marco                                  | Marco                      | 3:21 |
| 8.  | "Han-ipman" (kor. 한입만) (L.U.B Ver.)                    | Park Hyun-joong, Peter Pan           | Park Hyun-joong, Peter Pan, KRAZYSOUND | KRAZYSOUND                 | 3:20 |
| 9.  | "I need healing" (L.U.B Ver.)                             | Park Hyun-joong, Peter Pan           | Park Hyun-joong, Peter Pan, KRAZYSOUND | KRAZYSOUND                 | 3:25 |
| 10. | "#GMGN (Good morning & Good night)" (Limited Ver.)        | STAINBOYS, Ki Hui-hyeon, Eunjin      | STAINBOYS                              | STAINBOYS                  | 3:12 |
| 11. | "Paradise" (kor. 파라다이스)                              | STAINBOYS, Ki Hui-hyeon, Eunjin      | STAINBOYS                              | STAINBOYS                  | 3:43 |
| 12. | "Can't Stop" (kor. 듣고싶어 (E905)) (Inst.)               |                                      | Glory Face, Yokan, Jinli               | Glory Face, Yokan          | 3:40 |

Edycja fizyczna (regularna)
| Nr | Tytuł                                              | Słowa                                | Kompozycja                 | Aranżacja                  | Czas |
| -- | -------------------------------------------------- | ------------------------------------ | -------------------------- | -------------------------- | ---- |
| 1. | "Can't Stop (E905)" (kor. 듣고싶어 (E905))         | Jinli, Long Candy, Glory Face, Yokan | Glory Face, Yokan, Jinli   | Glory Face, Yokan          | 3:40 |
| 2. | "Neon dalla" (kor. 넌 달라, ang. You're Different) | Duble Sidekick, Long Candy           | Duble Sidekick, Long Candy | Eastwest                   | 3:26 |
| 3. | "Yeo.sa.chin (Ulisai)" (kor. 여.사.친 (우리사이))  | Child Playing, Melody Work           | Child Playing, Melody Work | Child Playing, Melody Work | 3:30 |
| 4. | "Can't Stop" (kor. 듣고싶어 (E905)) (Inst.)        |                                      | Glory Face, Yokan, Jinli   | Glory Face, Yokan          | 3:40 |

Edycja fizyczna (limitowana)
| Nr | Tytuł                                              | Słowa                                | Kompozycja                 | Aranżacja                  | Czas |
| -- | -------------------------------------------------- | ------------------------------------ | -------------------------- | -------------------------- | ---- |
| 1. | "Can't Stop (E905)" (kor. 듣고싶어 (E905))         | Jinli, Long Candy, Glory Face, Yokan | Glory Face, Yokan, Jinli   | Glory Face, Yokan          | 3:40 |
| 2. | "Neon dalla" (kor. 넌 달라, ang. You're Different) | Duble Sidekick, Long Candy           | Duble Sidekick, Long Candy | Eastwest                   | 3:26 |
| 3. | "#GMGN (Good morning & Good night)" (Limited Ver.) | STAINBOYS, Ki Hui-hyeon, Eunjin      | STAINBOYS                  | STAINBOYS                  | 3:12 |
| 4. | "Paradise" (kor. 파라다이스)                       | STAINBOYS, Ki Hui-hyeon, Eunjin      | STAINBOYS                  | STAINBOYS                  | 3:43 |
| 5. | "Yeo.sa.chin (Ulisai)" (kor. 여.사.친 (우리사이))  | Child Playing, Melody Work           | Child Playing, Melody Work | Child Playing, Melody Work | 3:30 |
| 6. | "Can't Stop" (kor. 듣고싶어 (E905)) (Inst.)        |                                      | Glory Face, Yokan, Jinli   | Glory Face, Yokan          | 3:40 |

„BCHCS Ver.”
| Nr | Tytuł                                                     | Słowa                              | Kompozycja                        | Aranżacja           | Czas |
| -- | --------------------------------------------------------- | ---------------------------------- | --------------------------------- | ------------------- | ---- |
| 1. | "LO OK" (BinChaenHyunSeuS Ver.)                           | e.one, Choi Hyun-jun, Ki Hui-hyeon | e.one, Choi Hyun-jun              | e.one Choi Hyun-jun | 3:39 |
| 2. | "Kiss haejwo" (kor. 키스해줘) (BinChaenHyunSeuS Ver.)     | Park Hyun-joong, Peter Pan         | Park Hyun-joong, Peter Pan        | Park Hyun-joong     | 3:07 |
| 3. | "Nimam daeroya" (kor. 니맘대로야) (BinChaenHyunSeuS Ver.) | Park Hyun-joong, Peter Pan, Sinto  | Park Hyun-joong, Peter Pan, Sinto | Park Hyun-joong     | 4:05 |
| 4. | "Can't Stop" (kor. 듣고싶어 (E905)) (Inst.)               |                                    | Glory Face, Yokan, Jinli          | Glory Face, Yokan   | 3:40 |

„L.U.B Ver.”
| Nr | Tytuł                                       | Słowa                      | Kompozycja                             | Aranżacja         | Czas |
| -- | ------------------------------------------- | -------------------------- | -------------------------------------- | ----------------- | ---- |
| 1. | "DARLING MY SUGAR" (L.U.B Ver.)             | Marco                      | Marco                                  | Marco             | 3:21 |
| 2. | "Han-ipman" (kor. 한입만) (L.U.B Ver.)      | Park Hyun-joong, Peter Pan | Park Hyun-joong, Peter Pan, KRAZYSOUND | KRAZYSOUND        | 3:20 |
| 3. | "I need healing" (L.U.B Ver.)               | Park Hyun-joong, Peter Pan | Park Hyun-joong, Peter Pan, KRAZYSOUND | KRAZYSOUND        | 3:25 |
| 4. | "Can't Stop" (kor. 듣고싶어 (E905)) (Inst.) |                            | Glory Face, Yokan, Jinli               | Glory Face, Yokan | 3:40 |

### Present
| Nr | Tytuł                                                                              | Słowa                                | Kompozycja               | Aranżacja         | Czas |
| -- | ---------------------------------------------------------------------------------- | ------------------------------------ | ------------------------ | ----------------- | ---- |
| 1. | "Good Night" (kor. 굿밤 (Good Night))                                              | Kim Seung-soo                        | Kim Seung-soo            | Kim Seung-soo     |      |
| 2. | "Eye Contact"                                                                      | Kim Seung-soo                        | Kim Seung-soo            | Kim Seung-soo     |      |
| 3. | "Siwole Seoraksan" (kor. 시월에 설악산, ang. Seoraksan in October) (Yebin & Somyi) | Marshmallow                          | Marshmallow              | Marshmallow       |      |
| 4. | "Can't Stop (E905)" (kor. 듣고싶어 (E905))                                         | Jinli, Long Candy, Glory Face, Yokan | Glory Face, Yokan, Jinli | Glory Face, Yokan | 3:40 |
| 5. | "Good Night" (kor. 굿밤 (Good Night)) (Instr.)                                     |                                      | Kim Seung-soo            | Kim Seung-soo     |      |

## Notowania
| Love Generation          | Love Generation | Present                  | Present |
| Lista                    | Pozycja         | Lista                    | Pozycja |
| ------------------------ | --------------- | ------------------------ | ------- |
| Gaon Weekly Album Chart  | 7               | Gaon Weekly Album Chart  | 12      |
| Gaon Monthly Album Chart | 20              | Gaon Monthly Album Chart | 20      |